# Ingvar Kamprad
Ingvar Kamprad (Pjätteryd, 1926. március 30. – Liatorp, 2018. január 27.) svéd multimilliomos, vállalkozó, többek között az IKEA alapítója és tulajdonosa. 1976 és 2014 között Svájcban élt.

## Az ún. IKEA-szellem
1976-ban Ingvar Kamprad megfogalmazott egy kilenc pontos tézist, ami a cselekedeteit, a vállalatot és a speciális IKEA-szellemet  átitatja. Második pontja hivatkozik magára az IKEA-szellemre, így a lista rekurzív (önhivatkozó).
1. A választék – a mi azonosságunk
2. Az IKEA-szellem – egy erős és valós igazság
3. A nyereség erőforrás számunkra
4. Hogy kis eszközökkel jó eredményt érjünk el
5. Az egyszerűség egy erény
6. Másfajta vonalak
7. Az erőösszpontosítás – fontos a sikereinkhez
8. A felelősségvállalás – egy kiváltság
9. A legtöbb még hátra van. Csodálatos jövő!